# 安德鲁·拜纳姆
安德魯·拜納（英語：Andrew Bynum，1987年10月27日—），美國職業籃球運動員，擔任中鋒，2005年選秀會中被洛杉磯湖人隊選中。

## 高中時代
拜纳姆就讀於聖若瑟高中，高二那年才開始接觸籃球運動，到高四那年的平均成績已有22分、16籃板、5封阻，2005年全美高中球員，並入選全美高中明星賽。

## NBA時期

### 洛杉磯湖人(2005-2012)

#### 2005-2006球季：新人球季
2005年，「後奥尼尔時代」的湖人隊沒有打進季後賽，因而取得2005年NBA選秀會的「樂透選秀權」。鑑於自奥尼尔走後，隊上原有的中鋒克里斯·米姆 (Chris Mihm) 未能打出預期的水準，因此在選秀會上，球隊以第一輪第10順位選走了年輕的高中中鋒拜纳姆。由於聯盟此後修改了選秀規例，規定高中畢業的球員不能立即加入NBA，因此拜纳姆成為湖人隊史上最後一名高中新秀，而他亦選擇了「17」作為球衣背號，紀念自己以17歲之齡加入湖人隊。同年夏天，湖人隊又以卡龙·巴特勒 (Caron Butler) 換取華盛頓巫師隊的夸梅·布朗 (Kwame Brown)，拜纳姆遂變成隊中的第三中鋒。
2005年11月2日，拜纳姆正式上場比賽，成為湖人隊及NBA歷史上最年輕的出場比賽球員（當時年僅18歲又6日），打破了前輩球星科比·布莱恩特 (Kobe Bryant) 的紀錄。儘管拜纳姆仍然相當年輕，但他於新秀賽季中已獲得不少機會。其中，2006年1月31日作客，上陣12分鐘便繳出7投全中得16分、4籃板、1助攻的佳績；一次主場面對奥尼尔的邁阿密熱火隊，更在奥尼尔面前灌籃，讓人印象深刻，球隊高層更認定他將會成為球隊中興的基石。

#### 2006-07球季
2006-07賽季剛開始，由於布朗及米姆雙雙因傷缺陣（其中米姆更是整季報銷），拜纳姆被迫推上前線，成為球隊先發中鋒。首場面對菲尼克斯太阳队，拜纳姆令人驚喜地拿下18分、9籃板、5助攻的優異成績，使各界均對他另眼相看；隨後在對上明尼苏达森林狼队時，取得職業生涯首個「兩雙」──20分14籃板，打破了另一位湖人前輩球星魔术师约翰逊 (Magic Johnson) 的紀錄，成為湖人隊史上取得「兩雙」的最年輕球員（當時年僅19歲又11日；约翰逊則為20歲又75日）。雖然隨後開始被各隊緊盯，加上本身的身體及心理狀況開始出現不適應職業聯賽的情況，但整季仍有7.8分、5.9籃板的平均成績。
在季中及球季結束後，拜纳姆的名字曾多次出現在交易中，新澤西籃網隊、明尼苏达森林狼队等均曾向湖人隊提出交易案，拜纳姆均是各隊鎖定的交易球員之一。然而，球隊高層一再表明，拜纳姆是隊中的球隊極力栽培的球員之一，並沒有將其交易的打算，所有交易案亦因而告吹。此外，從拜纳姆被選進湖人隊開始，球隊立即请上前傳奇中鋒贾巴尔 (Kareem Abdul-Jabbar) 教導拜纳姆，並向其傳授「天勾」絕技，足見球隊對拜纳姆寄望甚殷。

#### 2007-08球季
2007-08賽季初，由於布朗和米姆傷瘉復出，拜纳姆再次被放回板凳，但以替補球員身分出場的他，為球隊提供了高效率的攻守力量。及至布朗再次受傷，拜纳姆亦再以先發身分上場，並且屢創佳績。12月25日，拜纳姆奪得28分，創下職業生涯新高，並協助球隊擊敗宿敵菲尼克斯太阳队。靠著穩定的攻守，拜纳姆一度協助球隊登上西區第一。可是在一場對孟菲斯灰熊隊的比賽中，拜纳姆在一次爭搶籃板時誤踏隊友拉玛尔·奥多姆的腳上，造成膝傷，結果餘下賽季報銷，讓拜纳姆失去爭奪年度「最佳進步球員」的機會。

#### 2008-09球季
2009年1月28日，在湖人隊遭遇夏洛特山貓隊的比賽中，拜纳姆將山貓隊主力小前鋒傑拉德·華萊士要將球放進籃框時擊倒在地，這個舉動被判定是惡意犯規。經檢查後，發現華勒斯的第五根肋骨骨折及左肺部萎陷30%～40%，拜纳姆也在賽後以簡訊方式向華勒斯表達內心的歉意。此後，拜纳姆幫助湖人隊以4-1擊敗魔術隊，奪得NBA總冠軍。
2009年1月31日，湖人隊來到孟菲斯灰熊隊的主場作客比賽時，隊友柯比·布萊恩上籃後重心不穩倒地，順勢弄傷拜纳姆的右膝。經檢查後，拜南預定將缺席比賽八至十二週。

#### 2009-10球季
2010年，拜纳姆出賽場次達到65場（皆為先發），平均得分15.0分、8.3籃板和1.4次阻攻，幫助湖人隊以4-3擊退宿敵波士頓凯尔特人隊。贏得該年總冠軍。

#### 2010-11球季
2011年的季後賽中，湖人第二輪面對達拉斯小牛隊，遭到4-0橫掃，其中拜纳姆在第四場落後三十多分的情況下，肘擊小牛隊的J.J.巴里亞，當場遭到驅逐出場。

#### 2011-12球季
而在下個賽季時，拜纳姆上季季後賽的技術犯規，而被禁賽了4場。在2012年1月1日主場對陣丹佛金塊的比賽中，攻下29分13籃板，助湖人隊擊敗金塊隊。而拜纳姆也在這個賽季入選了NBA明星隊西區先發中鋒。拜纳姆在2012年的各項數據都有所進步，平均得分18.7分、11.8個籃板和1.9次阻攻。還曾在2012年4月12日對陣聖安東尼奧馬刺時，單場狂抓了30個籃板球。而在2012年4月30日對陣丹佛金塊時，拜纳姆攻下了10分、13籃板和10次阻攻的「大三元」表現。

### 費城76人(2012–2013)
因右膝傷勢進入傷兵名單，又在受傷時打保齡球導致左膝也出現腫脹情形，最終整季報銷，並沒有替76人打一場球。

### 克里夫蘭騎士(2013)
2013年7月19日，拜南與克里夫蘭騎士簽約合約中可以支付他高達2479萬美元。 2013年10月30日，他的首次出賽為騎士記錄3分和3個籃板8分鐘的上場時間。11月30日，拜南20分，10個籃板和5次火鍋在該賽季的新高，幫助騎士以97：93戰勝公牛隊。在12月28日，拜南的行為有損球隊而無限期停賽。據ESPN.com，騎士隊將拜南加上三個未來的選秀權一同打包送到公牛隊，換回近兩季連續入選明星賽的前鋒羅爾·鄧。

### 印第安納溜馬(2014)
拜南拒絕了邁阿密熱火隊提出的老將底薪合約，選擇與溜馬隊簽約。

#### NBA紀錄
- NBA歷史上最年輕比賽球員(18歲又6日)
- NBA歷史上季後賽最多阻攻(10個)

#### 湖人隊史紀錄
- 湖人隊史出場比賽最年輕(18歲又6日)
- 湖人隊史最年輕得到雙十(19歲又11日)

## NBA生涯數據

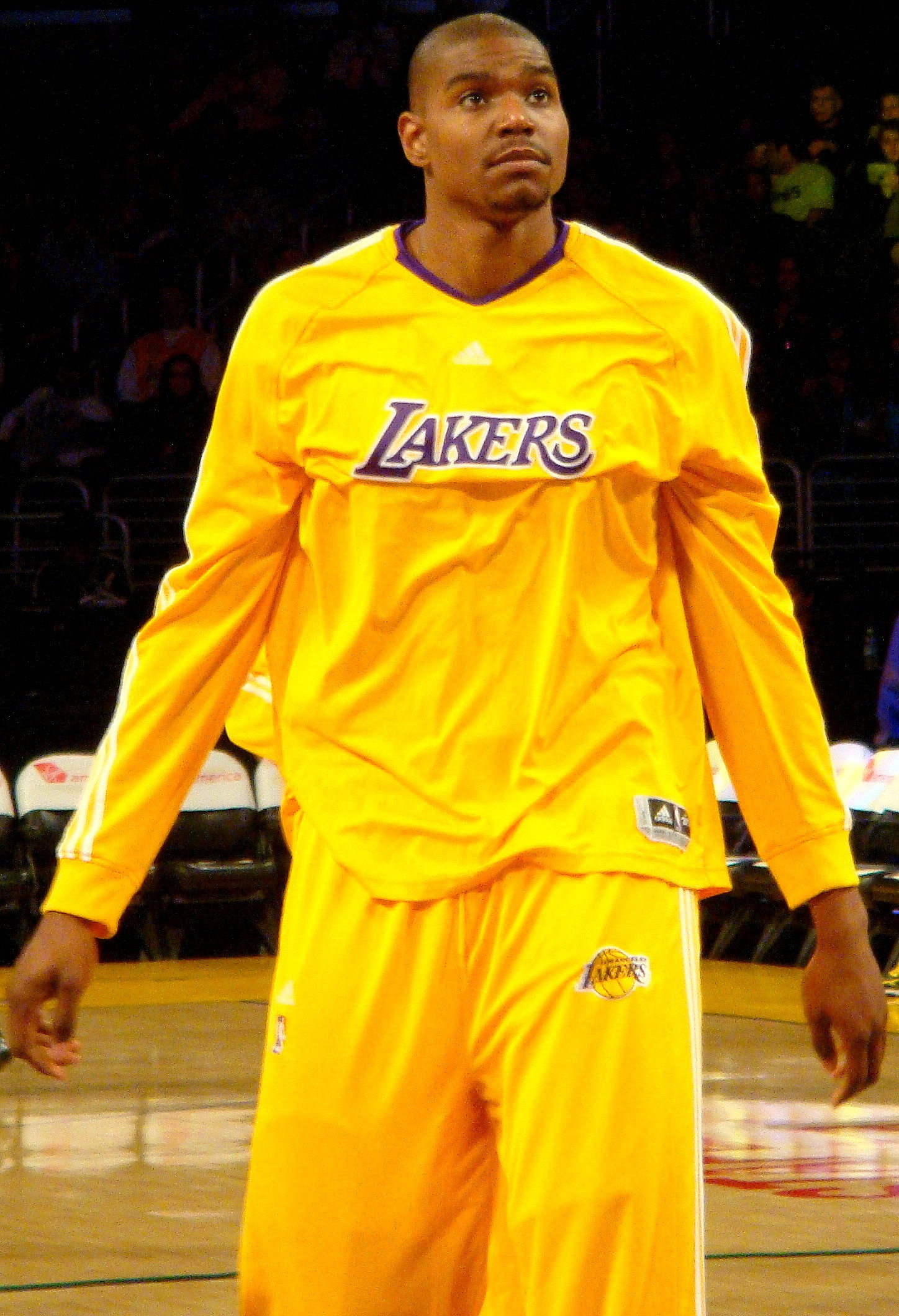
安德魯·拜納于2010年的照片

### 例行賽
| 賽季    | 球隊   | GP  | GS  | MPG  | FG%  | 3P%  | FT%  | RPG  | APG | SPG | BPG | PPG  |
| ------- | ------ | --- | --- | ---- | ---- | ---- | ---- | ---- | --- | --- | --- | ---- |
| 2005–06 | 湖人隊 | 46  | 0   | 7.3  | .402 | .000 | .296 | 1.7  | .2  | .1  | .5  | 1.6  |
| 2006–07 | 湖人隊 | 82  | 53  | 21.9 | .558 | .000 | .668 | 5.9  | 1.1 | .1  | 1.6 | 7.8  |
| 2007–08 | 湖人隊 | 35  | 25  | 28.8 | .636 | .000 | .695 | 10.2 | 1.7 | .3  | 2.1 | 13.1 |
| 2008–09 | 湖人隊 | 50  | 50  | 28.9 | .560 | .000 | .707 | 8.0  | 1.4 | .4  | 1.8 | 14.3 |
| 2009–10 | 湖人隊 | 65  | 65  | 30.4 | .570 | .000 | .739 | 8.3  | 1.0 | .5  | 1.4 | 15.0 |
| 2010–11 | 湖人隊 | 54  | 47  | 27.8 | .574 | .000 | .660 | 9.4  | 1.4 | .4  | 2.0 | 11.3 |
| 2011–12 | 湖人隊 | 60  | 60  | 35.2 | .558 | .200 | .692 | 11.8 | 1.4 | .5  | 1.9 | 18.7 |
| 生涯    |        | 392 | 300 | 26.0 | .566 | .111 | .687 | 7.8  | 1.2 | .3  | 1.6 | 11.7 |
| 明星賽  |        | 1   | 1   | 5.0  | .000 | .000 | .000 | 3.0  | 1.0 | 1.0 | 1.0 | .0   |

### 季後賽
| 賽季 | 球隊   | GP | GS | MPG  | FG%  | 3P%  | FT%  | RPG  | APG | SPG | BPG | PPG  |
| ---- | ------ | -- | -- | ---- | ---- | ---- | ---- | ---- | --- | --- | --- | ---- |
| 2006 | 湖人隊 | 1  | 0  | 2.0  | .000 | .000 | .000 | .0   | .0  | .0  | .0  | .0   |
| 2007 | 湖人隊 | 5  | 0  | 11.0 | .533 | .000 | .400 | 4.6  | .0  | .0  | .4  | 4.0  |
| 2009 | 湖人隊 | 23 | 18 | 17.4 | .457 | .000 | .651 | 3.7  | .4  | .3  | .9  | 6.3  |
| 2010 | 湖人隊 | 23 | 23 | 24.4 | .537 | .000 | .679 | 6.9  | .5  | .3  | 1.6 | 8.6  |
| 2011 | 湖人隊 | 10 | 10 | 32.0 | .543 | .000 | .833 | 9.6  | .8  | .5  | 1.4 | 14.4 |
| 2012 | 湖人隊 | 12 | 12 | 37.6 | .477 | .000 | .783 | 11.1 | 1.5 | .4  | 3.1 | 16.7 |
| 生涯 |        | 74 | 63 | 24.2 | .502 | .000 | .720 | 6.7  | .6  | .3  | 1.5 | 9.5  |

## 外部連結
- NBA.com官方个人资料 （页面存档备份，存于）
- 湖人官方網站个人资料
- databaseBasketball.com个人资料